# Wajupurana
Wajupurana (sanskryt: वायुपुराण, trl. Vāyupurāṇa) – hinduistyczny tekst religijny, jedna z osiemnastu wielkich puran (mahapurana). Tytuł zawiera imię boga Waju. Przynależy do nauk śiwaizmu. Powstanie dzieła datuje się na V lub VI wiek.
Treść Wajupurany obejmuje następującą tematykę:
- okresy czasu kalpa i juga
- opis stworzenia świata materialnego
- geografia
- sztuka śpiewu
- architektura[2]
- joga śiwaicka (o deistycznym poglądzie)[3], bliska Paśupatom.